# Пири-реис
Пи́ри-реи́с также Мухиддин Пири-бей (осман. پـیـری رئـیـس‎, тур. Piri Reis; в русской историографии сложилось написание «Пири Рейс» в ненаучных и частных кругах могут встречаться и иные (сходные) варианты; полное имя Хаджи́ Мухидди́н Пи́ри ибн Хаджи́ Мехме́д или Ахмет ибн-и эль-Хадж Мехмед эль-Карамани; ок. 1465 — 1554 или 1555) — османский мореплаватель, адмирал и картограф.

## Биография
Морскую службу Пири начал в юности под руководством своего дяди Кемаля-реиса. В 1487 году в возрасте 17 лет он принял участие в бомбардировке Малаги. Пири принимал участие в морских сражениях Османской империи против испанцев, генуэзцев и венецианцев, включая две битвы при Лепанто в 1499 и в 1500 годах. После смерти дяди, потерпевшего в 1511 году кораблекрушение, Пири вернулся в Галлиполи, где занялся картографией. В 1516 году он вернулся на службу, командовал турецким кораблём и участвовал в завоевании Египта. В 1522 году принял участие в захвате Родоса. В 1524 году на своём корабле доставил великого визиря Османской империи Ибрагима-пашу в Египет.
В 1547 году Пири дослужился до звания реиса (адмирала) в качестве командующего османским флотом на Индийском океане, базировавшемся в египетском Суэце. 26 февраля 1548 года он отбил у португальцев Аден, а в 1552 году занял Маскат и стратегически важный остров Киш. Двигаясь дальше на восток, Пири-реис захватил остров Ормуз в Ормузском проливе, у входа в Персидский залив, затем занял полуостров Катар и остров Бахрейн, лишив португальцев их баз на Аравийском полуострове, и вернулся в Египет.
За отказ поддержать османского вали (наместника) Басры Кубада-пашу в очередной кампании против португальцев, Пири-реис был казнён в возрасте 84 лет.

## Карты адмирала

### Карты мира
Первая карта Пири-реиса была создана в 1513 году. Её фрагмент был обнаружен в 1929 году в стамбульском дворце Топкапы немецким филологом Дейсманом). На этом фрагменте изображена южная часть Атлантики, включающая Пиренейский полуостров, западную Африку, Карибские острова и побережье Бразилии.
Одна из надписей на фрагменте говорит, что карта была составлена на основе двадцати источников западного и исламского происхождения — восьми древнегреческих планисфер, одной арабской карты Индии, четырёх современных португальских карт с изображением Пакистана, Индии и Китая. Все эти источники были приведены Пири-реисом к одному масштабу и сведены вместе, в результате чего получилась первая карта мира.
Вторая карта Пири-реиса была составлена в 1528 году. Её уцелевший фрагмент показывает пространства от Гренландии на севере до Кубы на юге.
Американские инженеры-картографы Бланшет, Мэллери и Уолтер (Blanchet; Arlington H. Mallery; Walter) предположили (мнение оспаривается), что координаты карт Пири Рейса с высочайшей точностью обозначали контуры Старого и Нового Света, и даже покрытых льдами районов Арктики и Антарктиды. Например, точно обозначены границы Земли Королевы Мод, ныне под толщей льда в 2 км и с таким трудом обнаруженной полярными исследователями XX века. Отсюда эзотерический автор Серж Ютен делает вывод, что картографические замеры выполнены до наступления последнего ледникового периода.
В настоящее время фрагмент первой карты Пири-реиса изображается на 10-лировых банкнотах Турецкой Республики.

### Книга морей
В 1521 году Пири-реис составил «Китаб-и-бахрие» (староосм. «Книга морей») — атлас, содержащий 130 описаний и навигационных схем побережий и портов Средиземного моря. Особое внимание в ней было уделено навигационным знакам, опасным отмелям и рифам, безопасным гаваням для стоянок в штормовую погоду, источникам пресной воды. В 1526 году Пири-реис опубликовал второй расширенный вариант своего атласа, содержащий 210 описаний и карт.

## В культуре
- Пири Реис является второстепенным персонажем в видеоигре «Assassin’s creed: Revelations», представлен как член братства ассасинов.
- Появляется в сериале «Великолепный век», роль исполнил турецкий актер Реззак Аклар.
- Появляется в сериале «Барбароссы: Меч Средиземноморья»[англ.], роль исполнил турецкий актер Эмир Бендерлиоглу[тур.].
- В его честь назван уступ на Плутоне (лат. Piri Rupes); название утверждено Международным астрономическим союзом 30 мая 2019 года[6].